# Gare de Caen
Ne doit pas être confondu avec Gare de Caen-Saint-Martin ou Gare de Caen-Saint-Pierre.
La gare de Caen, autrefois appelée gare de l'Ouest ou gare de l'État, est une gare ferroviaire française de la ligne de Mantes-la-Jolie à Cherbourg, située à proximité du centre-ville de Caen, dans le département du Calvados, en région Normandie.
C'est une gare de la Société nationale des chemins de fer français (SNCF), desservie par de nombreux services régionaux du réseau TER Normandie. Les liaisons typiques relient Caen à Cherbourg, Lisieux, Évreux, Paris, Rouen, Saint-Lô, Rennes, Bayeux, Argentan, Alençon, Le Mans et Tours.

## Situation ferroviaire
Établie à 8 mètres d'altitude, la gare de Caen est située au point kilométrique (PK) 238,908 de la ligne de Mantes-la-Jolie à Cherbourg, entre les gares ouvertes de Frénouville - Cagny et de Bretteville - Norrey.
Ancienne gare de bifurcation, elle était également l'origine de la ligne de Caen à Cerisy-Belle-Étoile non exploitée, de la ligne de Caen à Vire déclassée et de la ligne de Caen à Dozulé - Putot déclassée elle aussi.

## Histoire

### La première gare provisoire (1855–1857)
En 1846, la réalisation d'une nouvelle ligne reliant Paris à Caen à partir de Mantes-la-Jolie est concédée ; mais les travaux de cette ligne, prolongée jusqu'à Cherbourg, ne commencent qu'en 1853 du fait de la crise financière de 1847 puis des événements de 1848,. À Caen, une vive polémique oppose les édiles et la compagnie du chemin de fer de Paris à Caen et à Cherbourg sur l'emplacement de la nouvelle gare à construire,. Six projets sont proposés, mais deux options principales sont en fait opposées : la municipalité souhaite que la gare soit implantée au plus près du centre-ville ; la compagnie préfère les sites en rive droite de l'Orne à Vaucelles, à proximité du port de Caen. Le 11 juillet 1854, le conseil municipal décide d'accepter le projet de la compagnie qui décide d'implanter la gare dans la prairie des abattoirs à Vaucelles.
Malgré les désaccords sur l'implantation de la gare caennaise, les travaux de la ligne avancent et le premier train de la Compagnie des chemins de fer de l'Ouest (qui a absorbé la compagnie du chemin de fer de Paris à Caen et à Cherbourg) arrive le 18 novembre 1855 dans une gare provisoire bâtie au sud de la route de Paris, à cheval sur la limite communale entre Caen et Mondeville,. Après avoir été officiellement inaugurée le 23 décembre suivant,, la gare est ouverte à l'exploitation le 29 décembre 1855,.

### La gare actuelle auXIXesiècle
C'est finalement à proximité des abattoirs de Vaucelles que la gare définitive est construite. Les bâtiments sont terminés en juin 1857. Le bout de ligne de deux kilomètres entre Mondeville et la nouvelle gare de Caen est ouverte le 1er juillet 1857, mais la gare n'est officiellement inaugurée que le 3 août 1858 par l'Empereur Napoléon III et l'Impératrice Eugénie. Le bâtiment voyageurs a la particularité d'être construit « dos à la ville », obligeant ainsi les usagers à contourner la gare afin de rejoindre le centre de Caen. Au nord, en effet, entre l'Orne et les halles pour voyageurs, est aménagée la gare-marchandise. Celle-ci est reliée aux abattoirs, facilitant ainsi le transport du bétail, et un pont la raccorde au quai de Juillet et au bassin Saint-Pierre situés de l'autre côté du fleuve.
Dans les années 1870, la gare fait l'objet de nouveaux travaux. En 1873, afin de permettre l'acheminement de trains entiers vers le port de Caen, un nouveau pont ferroviaire à structure métallique est bâti 60 mètres en aval de l'ancien pont. En 1876, le bâtiment voyageurs est restauré et, le 5 mai, un décret approuve le projet présenté par la Compagnie de l'Ouest pour l'agrandissement de la gare. De nouveaux locaux sont alors construits au sud-est du bâtiment voyageurs (actuel technicentre).

### L'étoile ferroviaire de Caen

Étoile ferroviaire de Caen vers 1905

Dès 1858, la ligne Paris - Caen est prolongée jusqu'à Cherbourg. En 1873, la ligne de Caen à Cerisy-Belle-Étoile est ouverte, permettant la liaison Caen - Flers - Laval. En 1877, un raccordement entre la gare de Caen et la ligne de Caen à la mer autorise des liaisons directes vers Courseulles-sur-Mer ; la gare prend alors le nom de gare de Caen - Ouest pour la distinguer de la gare de Caen-Saint-Martin, terminus de la ligne de Caen à la mer. Vers l'est, la ligne de Caen à Dozulé - Putot est ouverte en 1881. Enfin en 1886, le premier tronçon de la ligne de Caen à Vire est ouvert ; la ligne est terminée en 1891. La gare de Caen devient donc à la fin du XIXe siècle le centre d'un véritable réseau régional. La plupart de ces lignes ont été fermées dans la seconde moitié du XXe siècle. La gare de Caen reste toutefois au cœur d'un réseau inter-régional important, grâce aux étoiles ferroviaires de Mézidon et de Lison.
Par ailleurs, la gare était desservie par le tramway électrique de Caen (1901–1937), et par les trains à vapeur des chemins de fer du Calvados pour des relations : vers Falaise (1902–1932), Dives-sur-Mer (1904–1932) et Luc-sur-Mer (1904–1944).
| \| Gare SNCF · (anc. de l'Ouest ; de l'État) Gare Saint-Martin Gare Saint-Julien Gare Saint-Pierre Halte de la Maladrerie Halte de Couvrechef \| La gare de Caen et les anciennes gares et haltes de l'étoile ferroviaire de Caen |
| Gare SNCF · (anc. de l'Ouest ; de l'État) Gare Saint-Martin Gare Saint-Julien Gare Saint-Pierre Halte de la Maladrerie Halte de Couvrechef                                                                                        |

### La reconstruction de la gare dans les années 1930

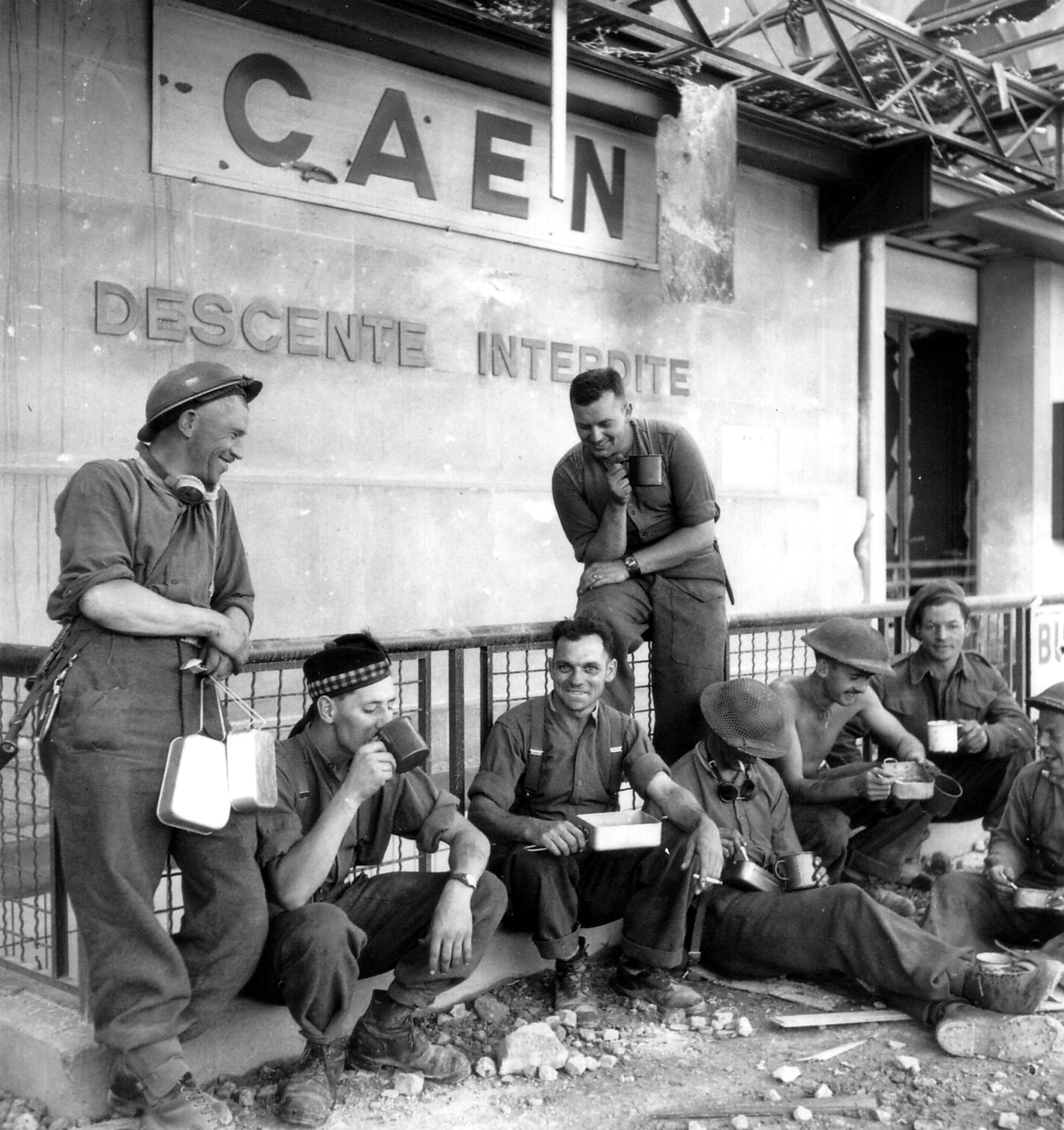
Les troupes des Alliés, en 1944.

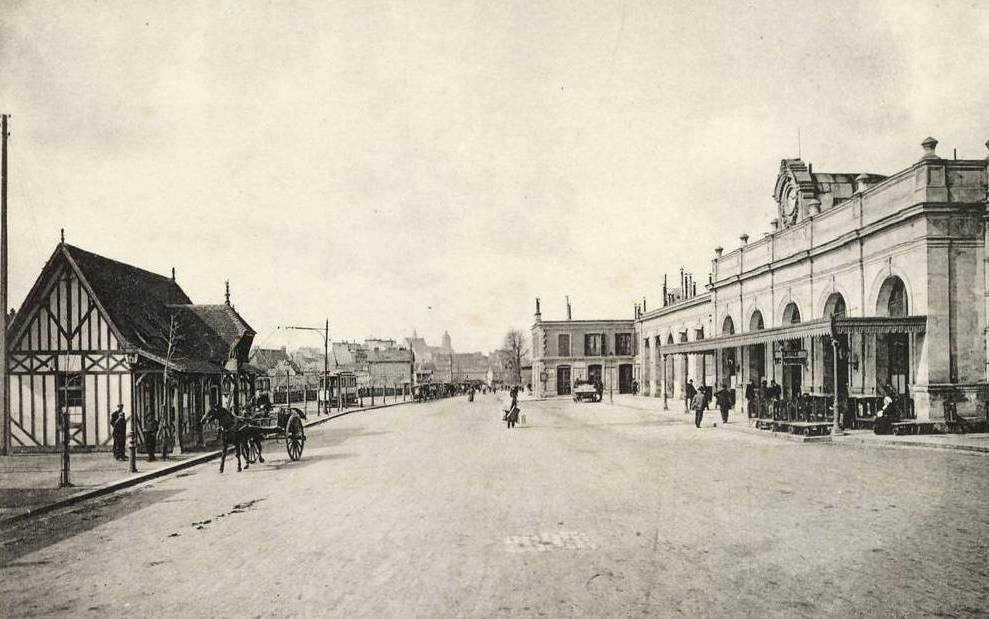
La station des chemins de fer du Calvados et le tramway électrique, face à la gare, vers 1910.

En 1908, l'Administration des chemins de fer de l'État rachète la Compagnie de l'Ouest et reprend donc la gestion de la gare. En 1909, est évoqué devant le conseil municipal l'idée de déplacer les abattoirs et de « retourner la gare » du côté du centre-ville. En 1912, la municipalité présente officiellement un projet à l'Administration de l'État. Mais le projet est jugé trop coûteux. 
Un projet de réaménagement de la gare, sans modifier son emplacement, est présenté une première fois en février 1929 devant le conseil municipal, mais un différend financier opposant la mairie et l’administration des chemins de fer de l'État le retarde. Ce n'est qu'en mai 1931 que les deux parties se mettent d'accord. Les travaux ne commencent qu'en 1933 sous les ordres d'Henri Pacon. La nouvelle gare est inaugurée en 1934,.

### La gare depuis la Seconde Guerre mondiale
Pendant la Seconde Guerre mondiale, le quartier de la gare subit des bombardements aériens de la Royal Air Force à plusieurs reprises. La gare fait également l'objet de plusieurs actes de sabotage de la part de la Résistance intérieure. Mais c'est surtout pendant la bataille de Caen en 1944 que la gare est sévèrement touchée. C'est le premier objectif visé par les Alliés dans la nuit du 6 juin ; elle est à nouveau attaquée le 8 juin. Même après la libération totale de la ville (19 juillet 1944), la gare est encore bombardée, mais par la Luftwaffe cette fois (4 août). Dès la reprise en main de la ville par les Alliés, les autorités anglaises gèrent la gare ; cette tutelle dure jusqu'à la fin de l'été 1945. Le bâtiment voyageurs et le dépôt de locomotives sont peu touchés. Mais les ateliers, les bâtiments de service et le triage sont à reconstruire. On envisage alors de bâtir une nouvelle gare orientée vers le centre-ville, rue Général-Decaen. Mais finalement le bâtiment voyageurs, dont le gros œuvre n'a pas souffert, est restauré dans son état d'avant-guerre. La gare conserve donc l'originalité de tourner le dos au centre historique.
Les relations avec Paris reprennent le 8 janvier 1945 via Argentan.
En 1953, un relais routier (actuelle gare routière) est construit à l'emplacement des anciennes messageries. Doté de quatorze quais, ce centre d'échanges est directement relié au bâtiment voyageurs de la gare.
La gare est rénovée à deux reprises : une première fois en 1984–1986 et une seconde fois, de manière plus importante, en 2008–2009. Une galerie est construite devant le bâtiment principal. Après l’aménagement du quartier des rives de l'Orne, l'entrée nord en lien avec le centre-ville est améliorée par la construction d'un édicule plus vaste, mais il n'est toujours pas prévu de construire un nouveau bâtiment voyageurs.

## Fréquentation
De 2015 à 2024, selon les estimations de la SNCF, la fréquentation annuelle de la gare s'élève aux nombres indiqués dans le tableau ci-dessous.
Elles est la seconde gare régionale en termes de trafic passager après la gare de Roue-Rive-Droite.
| Année                      | 2015      | 2016      | 2017      | 2018      | 2019      | 2020      | 2021      | 2022      | 2023      | 2024      |
| -------------------------- | --------- | --------- | --------- | --------- | --------- | --------- | --------- | --------- | --------- | --------- |
| Voyageurs                  | 3 256 254 | 3 070 891 | 3 191 694 | 2 835 925 | 3 173 011 | 1 959 000 | 2 523 089 | 3 753 065 | 4 134 926 | 4 255 508 |
| Voyageurs et non voyageurs | 3 938 070 | 3 713 894 | 3 859 991 | 3 429 729 | 3 837 395 | 2 369 188 | 3 051 389 | 4 538 905 | 5 000 922 | 5 146 553 |

## Architecture

### La première gare (1857–1934)
Le premier bâtiment voyageurs est construit en 1857 sur le modèle des gares de première classe de la Compagnie de l'Ouest. Sa façade est similaire à celle de la gare du Mans, ouverte en 1854. Un corps central de cinq travées, surmonté d'une horloge, est flanqué de deux ailes en retrait de sept travées chacune. D'inspiration néo-classique, cette façade aux lignes très simples est scandée par des baies en plein cintre surmontées d'un entablement élémentaire. Les quais sont protégés par deux grandes halles métalliques. Les chapiteaux des trois piliers soutenant ces halles sont ornés des écussons aux armes des villes de Paris, Caen, Cherbourg, Lisieux et Saint-Lô.

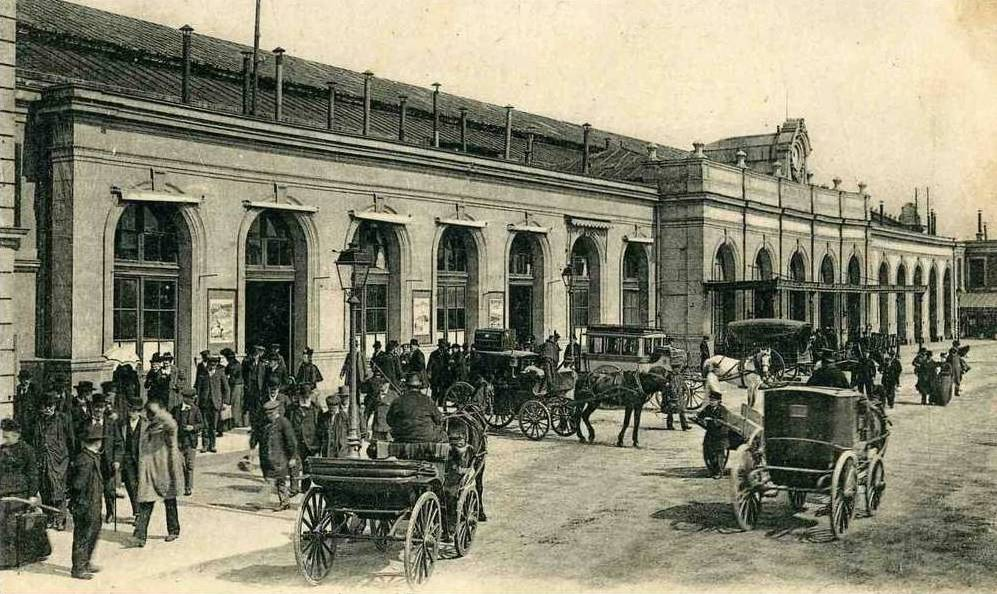
Place de la Gare.
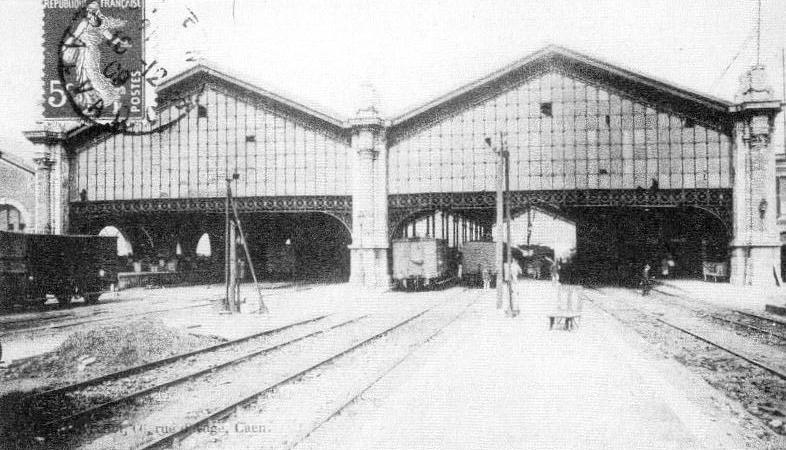
Halles de la gare de l'Ouest.
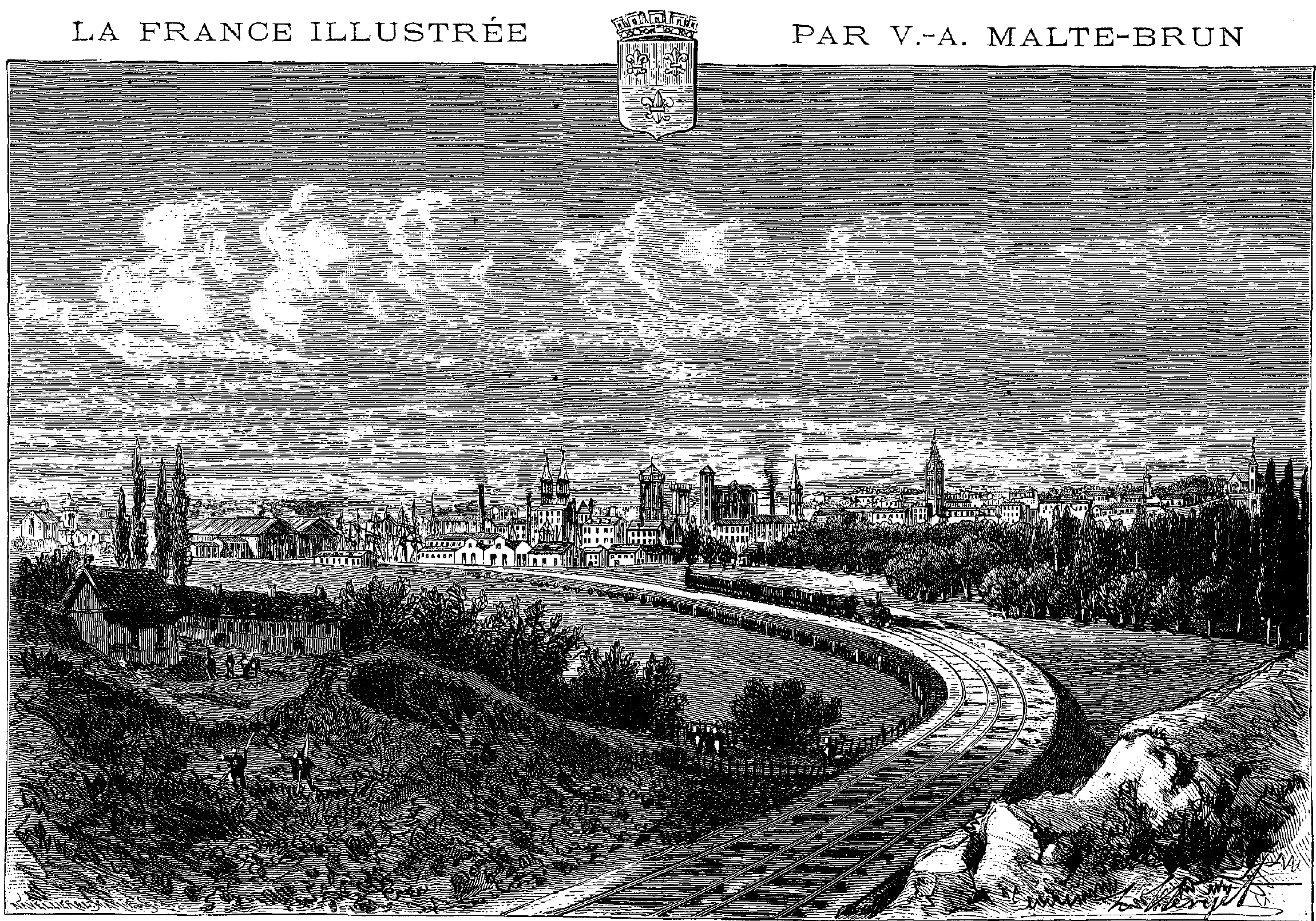
Gravure de la France illustrée.

### La deuxième gare (depuis 1934)
La reconstruction de la gare, décidée en 1933, est confiée à Henri Pacon. Les travaux, estimés à 35 millions de francs de l'époque, débutent en février 1933. Les deux grandes halles métalliques qui recouvraient les quais sont démolies et des abris métalliques sont établis sur les quais. Un souterrain est creusé sous les voies. Le grand hall des départs (20 m sur 12 m) est reconstruit et surmonté d'un avant-corps monumental. Cet important volume de 12 m de haut est éclairé par une grande verrière métallique de style art déco. Une marquise épaisse et large protège les portes d'entrée sous la verrière. Les moulures de la façade des deux ailes latérales conservées sont simplifiées et les chambranles des baies sont remplacées par des pièces métalliques s'accordant avec la verrière. L'ensemble de la façade métallique est peinte en bronze vert. À chaque extrémité, cette façade est agrémentée de deux sculptures placées à l'emplacement de travées bouchées : La Normandie agricole par Louis Dideron, côté ouest, et La Normandie maritime par Emmanuel Auricoste (vers 1936), côté est. Ces deux statues allégoriques disparaissent pendant la Seconde Guerre mondiale dans le cadre de la mobilisation des métaux non ferreux. Le bâtiment voyageurs, peu endommagé pendant la bataille de Caen, est restauré à l'identique.
La gare ferroviaire est réaménagée entre septembre 1984 et septembre 1986. En 2008–2009, elle fait l'objet d'une nouvelle campagne de travaux dans le but de moderniser les espaces voyageurs et de mettre les bâtiments en conformité avec les normes de sécurité et la loi handicap du 11 février 2005. Une galerie vitrée est construite en façade afin d'agrandir la gare en améliorant la liaison avec la gare routière (Bus verts, intégrés au  réseau Nomad en 2020) et le centre d'échanges Twisto (bus et transport léger guidé, remplacé par le tramway en 2019). La deuxième phase de travaux de modernisation de la gare a débuté en janvier 2011 afin d'améliorer l'accessibilité aux quais pour les personnes à mobilité réduite, grâce notamment à l'installation d'ascenseurs.

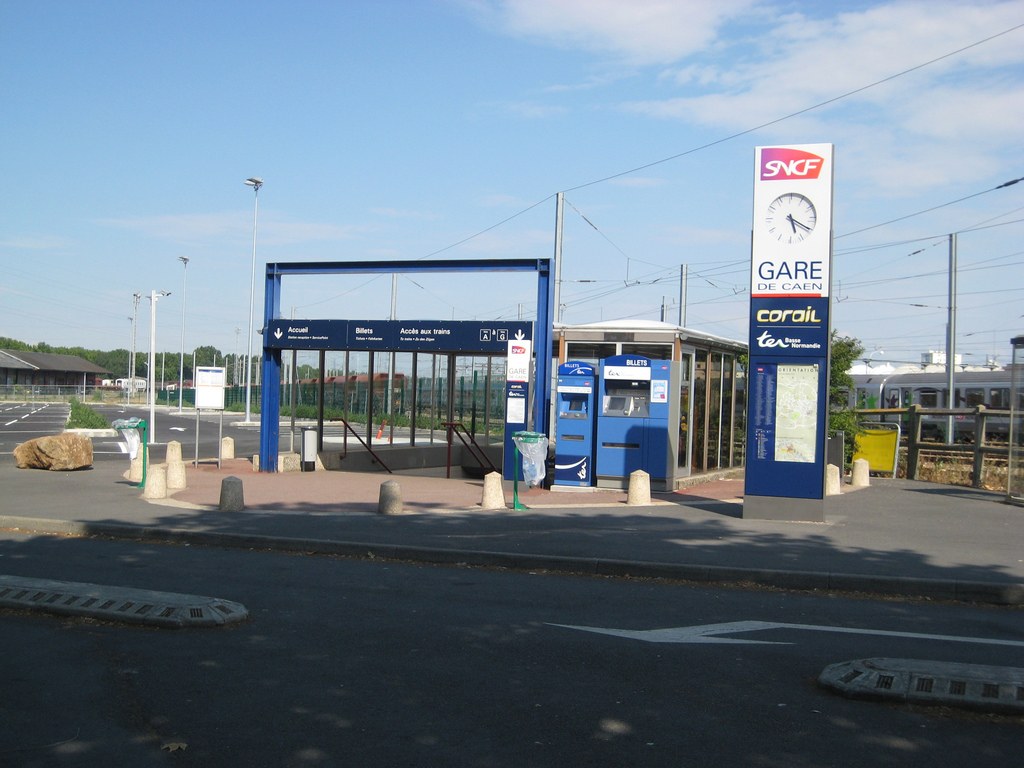
Entrée annexe, côté parco-train, avant sa reconstruction.
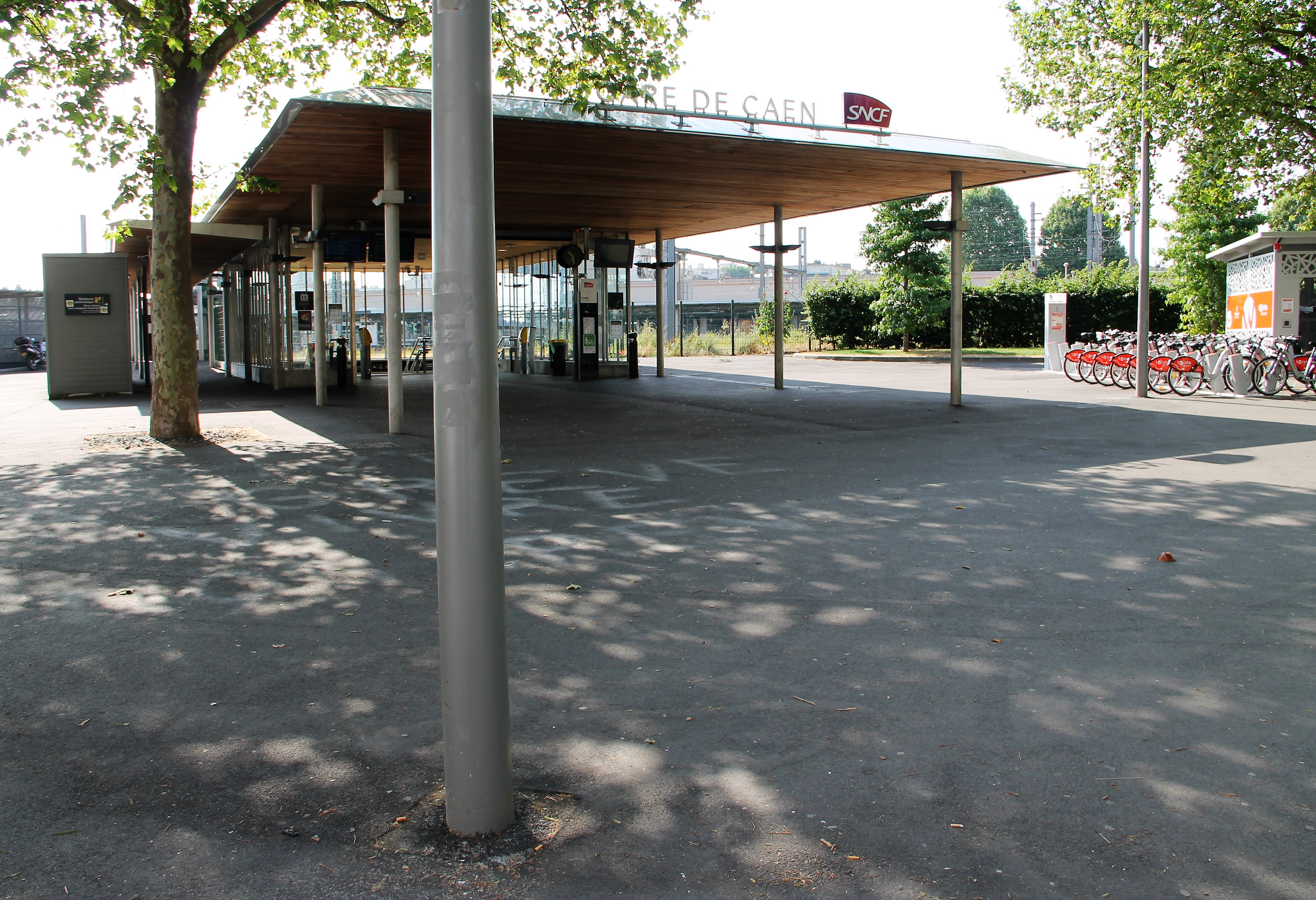
Entrée annexe de la gare de Caen en juillet 2018.
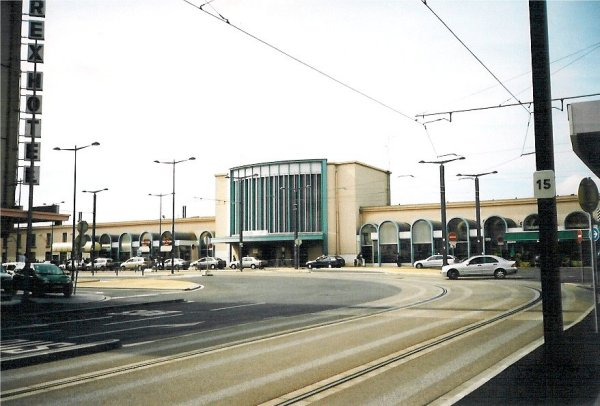
La gare avant rénovation en 2003.
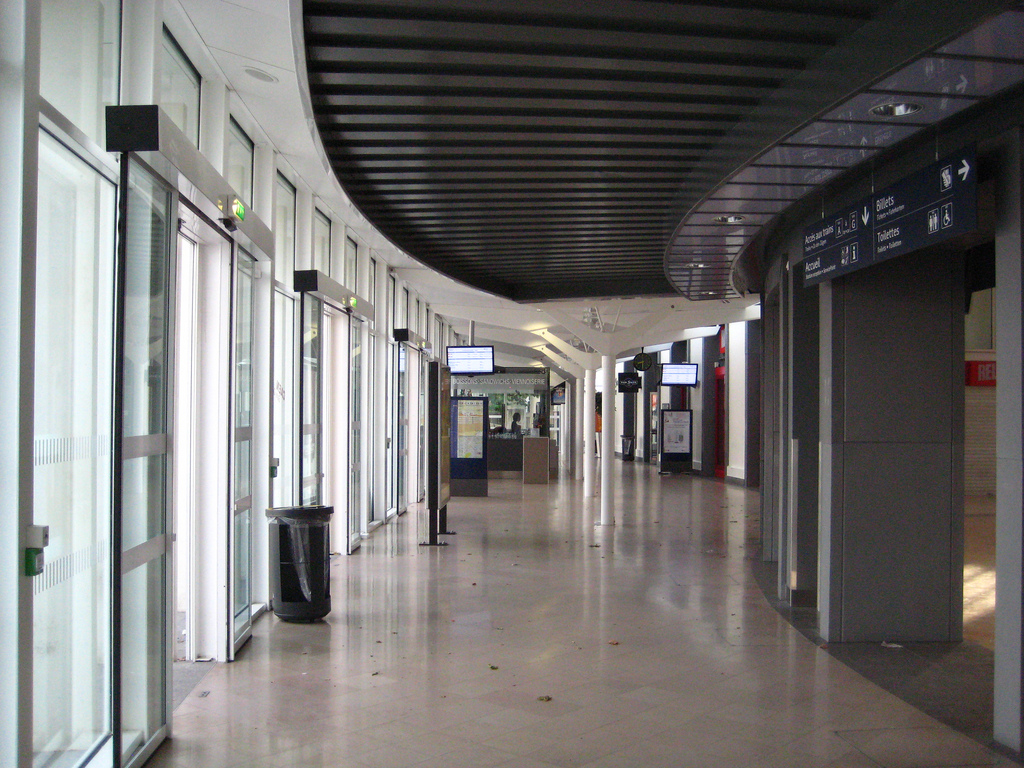
Galerie construite en 2008–2009.

## Infrastructures
La gare possède quatre quais :
- quai 1, voie A (353 m) ;
- quai 2, voies B et C (329 m) ;
- quai 3, voies D (297 m) et E (189 m) ;
- quai 4, voies F (189 m) et G (348 m)[48].

Elle est dotée d'une cour de marchandises.

## Service des voyageurs

### Accueil
Gare SNCF, elle dispose d'un bâtiment voyageurs, avec guichets et salle d'attente, ouvert tous les jours. Elle est équipée d'automates pour l'achat de titres de transport. Des aménagements, équipements et services sont à la disposition des personnes à la mobilité réduite.
Un souterrain et des ascenseurs permettent la traversée des voies et l'accès aux quais.

### Desserte
Caen est une gare desservie par des trains régionaux TER Normandie, effectuant des relations vers diverses autres villes : Paris, Le Mans, Tours, Cherbourg, Saint-Lô, Coutances, Lisieux, Alençon, Rennes et Rouen.

### Intermodalité

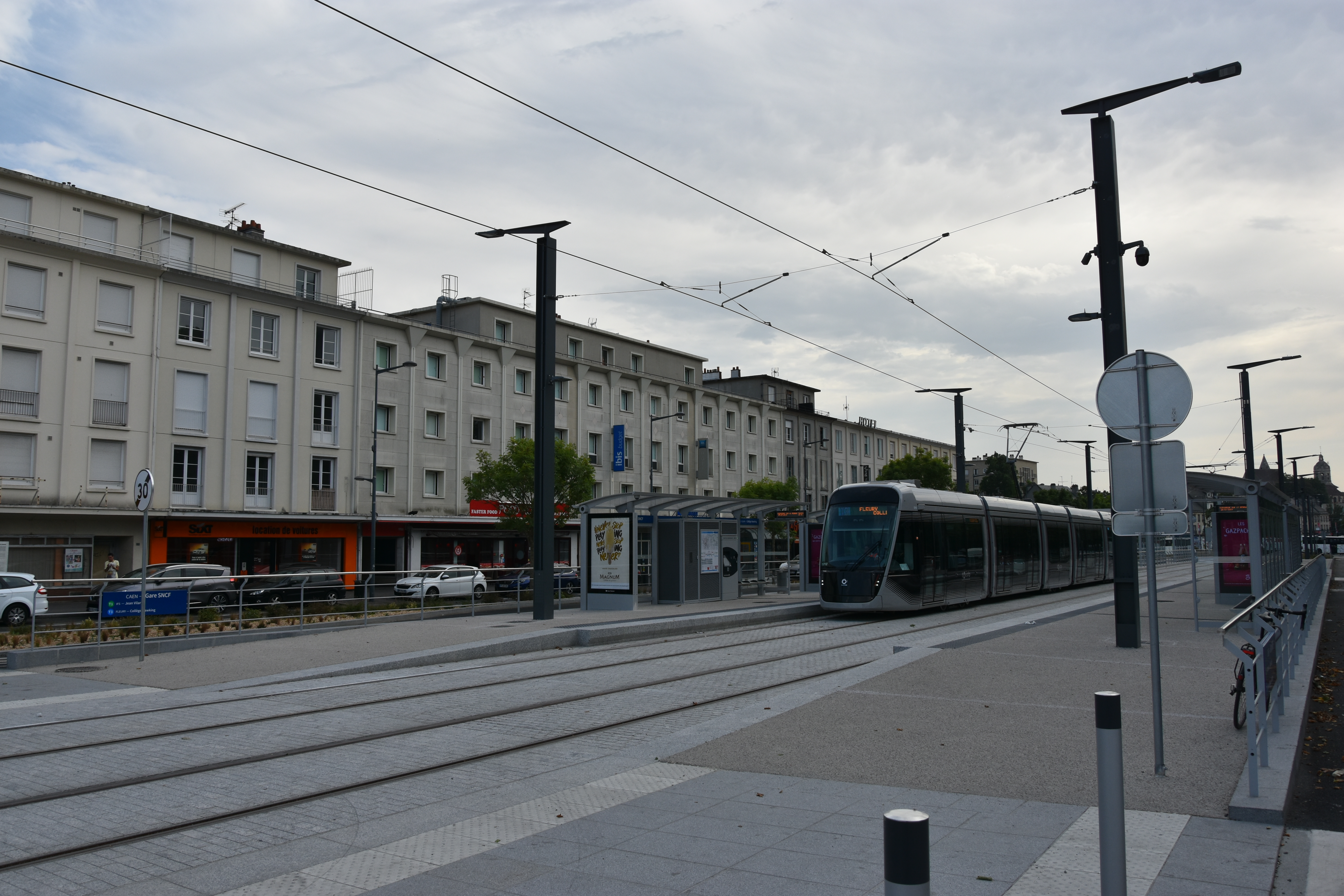
Tramway, à la station Gare SNCF.

Un parc pour les vélos et un parking sont aménagés à ses abords. Elle est desservie par des bus du réseau Twisto, par des autocars régionaux Nomad et par des lignes d'autocars à longue distance.
La gare est également desservie par les trois lignes du tramway de l'agglomération caennaise. Outre la station Gare SNCF (lignes T1 et T3), située à moins de 30 m de l'entrée principale au sud, elle est accessible depuis la station Gare - Rives de l'Orne (T2), située moins de 200 m de l'entrée secondaire au nord.
Selon une enquête de 2012, 42 % des voyageurs ou non voyageurs fréquentant la gare se sont rendus ou ont quitté la gare en voiture ; 42 % sont arrivées en transport en commun (30% par le tramway et 12 % en bus ou en car) ; 14 % sont arrivés à pied et 2% à vélo.

## Service des marchandises
La gare de Caen est ouverte au trafic de fret. Elle dessert les installations du port et des installations terminales embranchées reliées aux voies du port. Le service est limité aux transports par train en gare. Elle dépend du centre régional de douane de Caen et de la plateforme de Sotteville.

## Le dépôt de Caen (CN)
Caen héberge un important dépôt de locomotives rendu célèbre par ses turbotrains ETG puis RTG qui avaient assuré les dessertes Paris - Caen - Cherbourg.
| Type                      | Nom                                                                                            | Service              |
| ------------------------- | ---------------------------------------------------------------------------------------------- | -------------------- |
| Locomotives diesel        | BB 63000 A1AA1A 68000                                                                          | En service Réformées |
| Locomotives électriques   | BB 15000                                                                                       | En service           |
| Autorails et automotrices | Autorails X 4300 Autorails X 4500 Autorails X 4900 Turbotrains ETG Turbotrains RTG AGC Z 56600 | Réformés En service  |

## Accidents ferroviaires

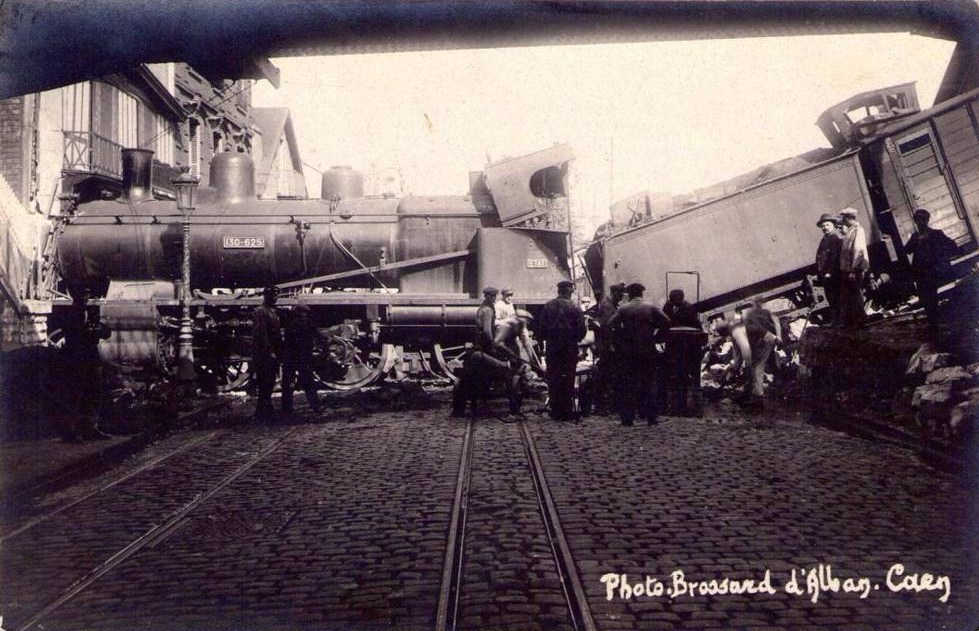
L'accident de 1929.

Le 18 juillet 1879, une locomotive explose en gare. Une partie de la verrière surplombant les voies est détruite. Des pièces de la machine et de la toiture sont projetées à plus de 150 mètres dans les airs. Une plaque de zinc tombe dans la cour des voyageurs et blesse mortellement un cocher qui stationnait.
Le 3 juillet 1928, les freins d'un train en provenance de la gare transatlantique de Cherbourg lâchent à l'arrivée aux environs de Caen. Bien que le mécanicien ait inversé la vapeur, le train percute un autre convoi qui stationnait en gare de Caen avant de partir en direction de Laval. Deux wagons accrochés entre le tender et les fourgons à bogies du train transatlantique se soulèvent et viennent s'écraser sur les fourgons, tuant sur le coup le chef de train.
Le jeudi 29 août 1929 vers 9 heures du matin, une locomotive à vapeur 130-625 de type 130 (issue de la transformation de locomotives Ouest de type 030), tractant un train de marchandises de 325 tonnes composé de 21 wagons, démarre d'un faisceau de garage marchandises de la gare de Caen à destination de la gare de Vire. Elle accélère jusqu'à la vitesse limite de 30 km/h pour rejoindre la voie principale. Or l'aiguille au bout du faisceau est toujours orientée vers le tiroir de manœuvre. Le mécanicien s'apercevant de l'erreur d'aiguillage renverse la vapeur et bloque les freins, mais le train continue néanmoins à rouler. Le mécanicien et le chauffeur sautent de la locomotive qui enfonce le heurtoir. Le mur de soutènement cède et le remblai s'affaisse doucement sous le poids de l'engin. La locomotive se retrouve alors parallèlement au pont, dans l'axe du tiroir, mais 5 mètres plus bas. Le tender, resté sur le talus, est en position inclinée et a arraché l'abri de la locomotive. Celle-ci a pénétré sur 1 mètre à l'intérieur du café du "Soleil Levant" (aujourd'hui au débouché de la rue des Tonneliers qui n'existait pas à cette époque). Aucune victime n'est heureusement à déplorer, les clients ayant eu le temps de fuir dans le jardin. Restée horizontalement « comme sur des rails », la locomotive barre complètement la rue de la Gare (large d'une dizaine de mètres seulement à l'époque), bloquant ainsi non seulement la circulation routière, mais également la voie unique métrique du tramway de Caen et la voie de 60 cm des Chemins de fer du Calvados raccordant la gare de Caen-Saint-Pierre à la station de la gare de Caen-Ouest. C'est l'ingénieur Raoul Dautry qui, par l'établissement d'un plan incliné, d'une voie provisoire et de palans, fit remonter en marche arrière la locomotive et son tender à la hauteur des rails,.